# 2012 en photographie
| Années de la photographie : 2009 - 2010 - 2011 - 2012 - 2013 - 2014 - 2015    |
| Décennies de la photographie : 1980 - 1990 - 2000 - 2010 - 2020 - 2030 - 2040 |

Cet article présente les faits marquants de l'année 2012 en photographie.

## Événements
- 19 janvier : l'entreprise américaine Kodak dépose le bilan et demande à bénéficier de la protection du chapitre 11 de la loi sur les faillites, afin de pouvoir se restructurer[1],[2].
- Création de la Fondation A Stichting en Belgique[3].
- La Maison de la photographie des Landes reçoit le label Maisons des Illustres.
- 8 mai : la photographie de Jeff Wall, Dead Troops Talk (en) réalisée en 1992, est vendue aux enchères 3 666 500 dollars chez Christie's à New York[4].
- 1er septembre : début sur France Inter de l'émission de radio Regardez voir consacrée à la photographie, animée par Brigitte Patient, à l’occasion du festival Visa pour l'image.
- La firme japonaise Canon commercialise le Canon EOS M, un appareil photographique hybride grand public, deux appareils photographiques numériques compacts (le Canon PowerShot G1 X et le Canon PowerShot G15), ainsi que deux appareils photographiques reflex numériques (le Canon EOS-1D X et le Canon EOS 6D).
- La firme japonaise Fujifilm commercialise le Fujifilm X-Pro1, un appareil photographique hybride.
- La firme allemande Leica commercialise le Leica M type 240, un appareil photographique numérique télémétrique.
- janvier : la firme japonaise Nikon commercialise le Nikon D4 et le Nikon D800, deux appareils photographiques reflex numériques professionnels, le Nikon D600, un appareil photographique reflex numérique grand public, ainsi que le Nikon Coolpix P7100, un  appareil photographique numérique de type compact.
- La firme japonaise Panasonic commercialise le Panasonic Lumix DMC-FZ200, un appareil photographique numérique de type bridge.
- novembre : la firme sud-coréenne Samsung commercialise le Samsung Galaxy Camera, un appareil photographique numérique.
- septembre : la firme japonaise Sony commercialise le Sony Alpha 99, un appareil photographique numérique professionnel, et le Sony Cyber-shot DSC-HX20V, un appareil photographique numérique de type compact gros-zoom, ainsi qu'un appareil photographique hybride expert de monture E destiné aux amateurs, le Sony Alpha NEX-6 ; elle crée la série Sony Cyber-shot DSC-RX, une gamme d’appareils photographiques haut de gamme.
- Fin de la commercialisation du Kodak Ektachrome, film inversible couleur.

## Photographies notables
- 23 octobre : Le Baiser de Marseille, photographie prise par Gérard Julien pour l'Agence France-Presse, représentant l'échange d'un baiser entre deux jeunes femmes en marge d'une manifestation contre l'ouverture du mariage civil aux couples de même sexe.

## Livres de photographie
- Howard W. French, Disappearing Shanghai: Photographs and Poems of an Intimate Way of Life, poèmes de Qiu Xiaolong, Paramus (New Jersey), Homa & Sekey Books, XVI-126 p.  (ISBN 978-1-931907-81-1) : livre consacré aux vieux quartiers de Shanghai en voie de disparition.
- William Klein, paintings, etc, Rome, Contrasto, 103 p.  (ISBN 9788869654008) : l'ouvrage présente certaines de ses photographies abstraites et ses peintures de jeunesse.
- Manuel Álvarez Bravo, L'Impalpable et l'Imaginaire, préface de Bernard Plossu, textes de Paul-Henri Giraud, Paris, La Martinière, 260 p.  (ISBN 978-2-73244-999-9).
- 100 photos de Martin Parr pour la liberté de la presse,  Paris, Reporters sans frontières, 144 p. •  (ISBN 978-2-36220010-6)[5].

## Expositions
- 7 janvier - 28 janvier : Vivian Maier : Vivian Maier: A Life Discovered, photographies de la collection de John Maloof, Chicago Cultural Center, Chicago
- 11 janvier - 22 avril : Henri Cartier-Bresson-Paul Strand : Mexique, 1932-1934, Fondation Henri-Cartier-Bresson, Paris[6]

puis 13 mai - 2 septembre 2012, Le Point du Jour, Cherbourg.
- 18 janvier - 16 mai : Dominique Issermann. Laetitia Casta, Maison européenne de la photographie (MEP), Paris[7].
- 20 janvier - 6 mai : Grey Villet. The Loving Story, International Center of Photography, New York[8].
- 3 février - 9 avril : Eugène Atget: “Documents pour artistes”, Museum of Modern Art (MoMA), New York[9].
- 21 février - 29 avril : Berenice Abbott (1898-1991), photographies, Galerie nationale du Jeu de Paume[10],[11].
- 26 février - 11 juin : Cindy Sherman: The Complete "Untitled Film Stills" », Museum of Modern Art (MoMA), New York
- 1er mars - 3 juin : William Eugene Smith, Pittsburgh, 1955-58, Pavillon populaire, Montpellier.
- 9 mars - 17 juin : Metamorphosis of Japan after the War. Photography 1945 – 1964, Museum für Fotografie, Staatliche Museen, Berlin[12].
- 24 mars - 17 juin : Helmut Newton, Grand Palais, Paris.
- 27 mars - 1er juillet : Joel-Peter Witkin, Bibliothèque nationale, Paris.
- 30 juin - 1er octobre : À l'épreuve du réel : les peintres et la photographie au XIXe siècle, Musée Gustave Courbet, Ornans.
- 13 juillet - 21 octobre : Au bonheur des fleurs, Pavillon populaire, Montpellier : photographies de Nobuyoshi Araki, Denis Brihat, Paul den Hollander (nl), Lee Friedlander et Gérard Traquandi.
- 30 septembre - 13 janvier 2013 : Construire l'image : Le Corbusier et la photographie, Musée des beaux-arts, La Chaux-de-Fonds.
- 5 octobre - 6 janvier 2013 : Symphonies domestiques, Musée des beaux-arts du Canada, Ottawa : exposition rétrospective de l'œuvre de la photographe canadienne d'origine écossaise Margaret Watkins (1884-1969), présentant 95 photographies réalisées entre 1914 à 1939 (images de la vie quotidienne, scènes de rue et créations commerciales)[13],[14].
- 10 octobre - 20 janvier 2013 : William Klein + Daidō Moriyama, Tate Modern, Londres[15],[16],[17].
- 30 octobre - 6 janvier 2013 : Modernisme ou modernité : les photographes du cercle de Gustave Le Gray, Petit Palais, Paris ; exposition organisée par la Maison européenne de la photographie[18],[19].
- octobre - janvier 2013 : André Villers, 60 ans de photographie, Centre d'art La Malmaison, Cannes.
- 13 novembre - 17 février 2013 : La photographie en 100 chefs-d'oeuvre, Bibliothèque nationale, Paris (exposition présentée dans le cadre du Mois de la photo).
- 18 août 2012 - 2015 : Papier glacé : un siècle de photographie de mode chez Condé Nast, exposition itinérante

Berlin ; Milan ; Edimbourg (City Art Centre) ; Paris (Palais Galliera, musée de la Mode de la ville de Paris) ; West Palm Beach (Norton museum of art).

## Festivals et congrès photographiques
- 26 mai - 28 mai : 110e congrès de la Fédération photographique de France à Vincennes.
- 2 juin - 3 juin : Foire internationale à la Photo, Bièvres.
- 5 juin : ouverture du festival PHotoEspaña à Madrid

Thème: From here. Context and Internationalisation. Dix expositions collectives et cinq expositions personnelles, présentant le travail de plus de 300 artistes parmi lesquels Andy Warhol, Richard Avedon, Carlos Garaicoa, Paz Errázuriz, Santiago Sierra, Alberto García-Alix, Helena Almeida. Quatre photographes de l'agence Magnum (Abbas, Antoine d'Agata, Chien-Chi Chang et Bruce Gilden) animent des ateliers à Alcalá de Henares.
- 2 juillet - 23 septembre 43e Rencontres de la photographie d'Arles, Une école française[21].
- 22 août - 28 août :  31e congrès de la Fédération internationale de l'art photographique à Singapour,
- 1er septembre - 16 septembre : Visa pour l'image à Perpignan.
- 7 septembre - 30 septembre : 16es Journées photographiques de Bienne en Suisse[22].
- 8 septembre - 30 septembre : 3e édition du Festival Images Vevey • Biennale des arts visuels, Vevey, Suisse, sur le thème : « Changement de décor ».
- 16 septembre - 22 septembre : 74e congrès de la Photographic Society of America à San Francisco.
- 18 septembre - 23 septembre : photokina, Cologne.
- novembre : Mois de la photo, Paris.
- 8 novembre - 12 novembre : Salon de la photo, Paris.
- 15 novembre - 18 novembre : 
  - Paris Photo, Paris[23].
  - 16e Festival international de la photo animalière et de nature de Montier-en-Der.
- décembre : Festival international de photographie de Lianzhou, Chine[24].

## Prix et récompenses
- Prix Niépce : Denis Darzacq[25].
- Prix Nadar : Marc Riboud, Vers l'Orient, Paris, éditions Xavier Barral, 5 vol.  (ISBN 978-2-915173-84-0).
- Prix Arcimboldo : Claudia Imbert pour La famille incertaine.
- Prix Marc Ladreit de Lacharrière – Académie des beaux-arts : Katharine Cooper.
- Prix HSBC pour la photographie : Leonora Hamill et Éric Pillot.
- Prix Bayeux-Calvados des correspondants de guerre : Áris Messínis.
- Prix Carmignac du photojournalisme : Davide Monteleone (en).
- Prix Roger-Pic : Cédric Gerbehaye pour sa série intitulée The land of Cush.
- Prix Pierre et Alexandra Boulat : Maciek Nabrdalik (pl) pour Migrations économiques, reportage sur l'émigration au Portugal où, du fait de la crise économique, de nombreux Portugais émigrent vers d'autres pays de l'Union européenne.
- Prix Lucas-Dolega : Emilio Morenatti pour son reportage Displaced in Tunisia[26].
- Bourse Canon de la femme photojournaliste : Sarah Caron.
- Prix Picto de la jeune photographie de mode : Oliver Fritze.
- Prix Voies Off : Christian Kryl pour Top of the world.

- Prix Erich-Salomon : Peter Bialobrzeski.
- Prix culturel de la Société allemande de photographie : Manfred Kage (de).
- Prix Oskar-Barnack : Frank Hallam Day.
- Leica Newcomer Award : Piotr Zbierski ( Pologne), pour sa série Pass by me.
- Prix Leica Hall of Fame : Nick Ut.
- Prix Hansel-Mieth : Monika Fischer et Mathias Braschler (photographie), Cornelia Fuchs et Uli Rauss (texte).
- Prix du duc et de la duchesse d'York : Laurie Kang.

- Prix national de la photographie : Eugeni Forcano (es)[27].

- Prix Ansel-Adams : Florian Schulz.
- Prix W. Eugene Smith : Peter van Agtmael, pour Disco Night September 11.
- Prix Pulitzer :
  - Prix Pulitzer de la photographie d'article de fond (Pulitzer Prize for Feature Photography) :  Craig F. Walker (en), du Denver Post pour son reportage sur un vétéran rentré d'Irak et luttant contre un grave cas de stress post-traumatique
  - Pulitzer Prize for Spot News Photography : Massoud Hossaini, AFP, pour sa photographie d’une fille en pleurs après une attaque suicide dans la foule de Kaboul.
- Prix Robert Capa Gold Medal : Fabio Bucciarelli, de l'AFP photographies des combats durant la Bataille d'Alep en Syrie, automne 2012[28].
- Prix Inge-Morath : Isadora Kosofsky.
- Prix Arnold-Newman pour les nouvelles orientations du portrait photographique : Steven Laxton
- Infinity Awards :
  - Prix pour l'œuvre d'une vie : Daidō Moriyama.
  - Prix Cornell-Capa : Ai Weiwei.
  - Prix de la publication Infinity Award : The worker photography movement [1926-1939] : essays and documents (catalogue d'exposition), Madrid, Musée national centre d'art Reina Sofía, 2011, 443 p.  (ISBN 9788492441389).
  - Infinity Award du photojournalisme : Benjamin Lowy.
  - Infinity Award for Art : Stan Douglas.
  - Prix de la photographie appliquée : Maurice Scheltens et Liesbeth Abbenes.

- Lucie Awards : 
  - Lucie Award pour l'œuvre d'une vie : Joel Meyerowitz.
  - Lucie Award Fine Art : Arthur Tress.
  - Lucie Award du photojournalisme :David Burnett
  - Lucie Award de la photographie documentaire : Tod Papageorge
  - Lucie Award du portrait : Greg Gorman et Brigitte Lacombe.
  - Lucie Award de la photographie de sport : John Biever.
  - Lucie Award spécial : Jessica Lange.

- Prix Higashikawa : 
  - photographe japonais, Taiji Matsue
  - photographe étranger : Arif Aşçı
  - photographe espoir : Lieko Shiga
  - prix spécial : Makiko Ue
  - prix Hidano Kazuemon : Yoshikazu Minami.
- Prix Kimura Ihei : Arata Dodo (ja) et Tomoko Kikuchi.
- Prix Ken-Domon : Yutaka Takanashi.
- Prix de la Société de photographie de Tokyo : Yoshiichi Hara, IZU Photo Museum.

- World Press Photo de l'année : Samuel Aranda, photographie prise le 25 octobre 2011 pendant la révolution yéménite d'une femme soutenant son fils souffrant des effets des gaz lacrymogènes, dans une mosquée qui sert d'hôpital de campagne, lors des affrontements de Saana[29].

- Centenary Medal de la Royal Photographic Society : Joel Meyerowitz.

- Prix international de la Fondation Hasselblad : Paul Graham.
- Prix suédois du livre photographique : (en) Inka Lindergård et Niclas Holmström, Watching Humans Watching, Heidelberg, Kehrer, 2011, 99 p.  (ISBN 9783868282672).
- Prix Lennart-Nilsson : Hans Blom.

- Prix Haftmann : Cindy Sherman.
- Prix Pictet : Luc Delahaye[30].
- Photographe Swiss Press de l'année : Mark Henley pour un travail sur les banques[31].

- Pictures of the Year International : Gihan Tubbeh.
- Création du Prix Virginia, prix international récompensant tous les deux ans le talent et le parcours d'une femme photographe. Première lauréate : Liz Hingley.

## Décès
- 1er janvier : Jan Groover, photographe américaine, née le 24 avril 1943.
- 4 janvier : Eve Arnold, photographe américaine, membre de l'agence Magnum, né le 21 avril 1912.
- 15 janvier : Homai Vyarawalla, photographe et photojournaliste indienne, première femme photojournaliste en Inde, née le 9 décembre 1913.
- 23 janvier : Serge de Sazo, photographe français de l'agence Rapho, né le 8 octobre 1915.
- 5 février : Salme Simanainen, photographe finlandaise, née le 14 juillet 1920.
- 6 février : Yasuhiro Ishimoto, photographe américano-japonais, né le 14 juin 1921.
- 7 février : Sergio Larrain, photographe et photojournaliste chilien, né le 5 septembre 1931.
- 13 février : Lillian Bassman, photographe de mode américaine, née le 15 juin 1917.
- 22 février (tué dans le bombardement par les forces armées syriennes d’une maison transformée en centre de presse à Oms) : Rémi Ochlik, photographe de guerre français, né le 16 octobre 1983.
- 2 mars : Jérôme Brézillon, photographe français, né le 23 juin 1964.
- 20 mars : Al Vandenberg, photographe américain, né le 31 août 1932.
- 5 avril : Carina Appel, photojournaliste finlandaise, née le 26 juin 1967.
- 20 avril : Fernand Michaud, photographe français, né le 10 mai 1929.
- 9 juin : Masahisa Fukase, photographe japonais, né le 25 février 1934.
- 18 juin : Horacio Coppola, photographe et cinéaste argentin, né le 31 juillet 1906[32].
- 29 juillet : Chris Marker, réalisateur, écrivain et photographe français, né le 29 juillet 1921.
- 16 août : Martine Franck, photographe belge, née le 2 avril 1938.
- 27 août : Malcolm Browne, journaliste et photographe américain, lauréat en 1963 du World Press Photo of the Year, né le 17 avril 1931[33].
- 18 octobre : Isabel Ellsen, reporter, photographe de guerre et romancière française, née le 18 décembre 1958.
- 23 octobre : Wilhelm Brasse, photographe polonais, déporté et contraint de travailler comme photographe du camp d'extermination d'Auschwitz, né le 3 décembre 1917.
- 11 décembre : Semiha Es, photojournaliste et photographe de guerre turque, née en 1912.
- 17 novembre : Arnaud Maggs, artiste et photographe canadien, né le 5 mai 1926.
- 14 décembre : Shōmei Tōmatsu, photographe japonais, né le 16 janvier 1930.
- 31 décembre : Günter Rössler, photographe, photojournaliste et photographe de mode allemand, mort le 6 janvier 1926.

## Célébrations
Centenaire de naissance
- Eve Arnold
- Raymond Burnier
- Marjory Collins
- Harry Callahan
- Paul Facchetti
- Marta Hoepffner
- Dezider Hoffmann
- Klára Langer
- Ervin Marton
- François Tuefferd

Centenaire de décès
- Jean-François Armbruster
- Paul Bergon
- Samuel Bourne
- Kassian Cephas
- Ignacio Coyne
- Alphonse Davanne
- Catherine Esperon
- Tamoto Kenzō
- Anaïs Napoleón
- Émile Placet
- Suzuki Shin'ichi II

Bicentenaire de naissance
- Marie-Alexandre Alophe
- Adolphe Braun
- Auguste Hippolyte Collard
- John Benjamin Dancer
- Alfred Davignon
- Michael Pakenham Edgeworth
- Andreas Groll (de)
- Jeremiah Gurney (en)
- Auguste Mestral
- Eugène Piot
- Carol Szathmari
- Peter-Wilhelm von Voigtländer
- Adalbert Cuvelier